# Croton origanifolius
Espèce
Croton origanifolius est une espèce de plantes à fleurs du genre Croton et de la famille des Euphorbiaceae, présente à Cuba et à Hispaniola.
Il a pour synonymes :
- Croton camagueyanus, Urb., 1930
- Croton discolor, C.Wright ex Griseb., 1865
- Croton humilis var. origanifolius, (Lam.) Griseb., 1859
- Croton lindenianus, A.Rich., 1850
- Croton nephrophyllus, Urb. et Ekman, 1930
- Croton origanifolius var. abbreviatus, Urb.,
- Croton origanifolius var. discolor, Müll.Arg., 1866
- Croton origanifolius var. genuinus, Müll.Arg., 1866
- Croton origanifolius var. gracilis, Müll.Arg., 1866
- Croton origanifolius var. heterophyllus, Müll.Arg.
- Croton rectangularis, Urb., 1930
- Croton siguaneanus, Urb. et Ekman, 1930
- Oxydectes lindeniana, (A.Rich.) Kuntze
- Oxydectes origanifolia, (Lam.) Kuntze